# Batalla de Kunovica
La batalla de Kunovica fue un encuentro entre los cruzados acaudillados por Juan Hunyadi y los ejércitos del Imperio otomano que tuvo lugar el 2 o 5 de enero de 1444 cerca de la montaña de Kunovica (Suva Planina) entre Pirot y Niš.

## La batalla
El contingente cristiano comenzó su retirada el 24 de diciembre de 1443, después de la batalla de Zlatica. Las fuerzas otomanas los siguieron a través de los ríos Iskar y Nišava y en el paso de Kunovica atacaron (algunas fuentes dicen que fueron emboscados por) los flancos traseros de los ejércitos en retirada compuestos por ejércitos del Despotado de Serbia al mando de Đurađ Branković. La batalla tuvo lugar durante la noche, bajo la luna llena. Hunyadi y el rey Vladislao III Jagellón, que ya habían atravesado el paso, dejaron sus suministros custodiados por infantería y atacaron a las fuerzas otomanas cerca del río en el lado este de la montaña.  Los otomanos fueron derrotados y muchos de sus comandantes, entre ellos Mahmud Çelebi de la familia Çandarlı (en algunas fuentes anteriores, conocidos como Karambeg), fueron capturados.
La derrota otomana en la batalla de Kunovica y la captura de Mahmud Bey, yerno del sultán, crearon la impresión de una general campaña victoriosa. Según algunas fuentes, Skanderbeg participó en esta batalla en el lado otomano y abandonó las fuerzas otomanas durante el conflicto.

## Consecuencias
Cuatro días después de esta batalla, la coalición cristiana llegó a Prokuplje. Đurađ Branković propuso a Vladislao y a Hunyadi permanecer en las ciudades fortificadas serbias durante el invierno y continuar su campaña contra los otomanos en la primavera de 1444. Rechazaron su propuesta y se retiraron. A finales de enero de 1444, las fuerzas de Vladislao y Hunyadi llegaron a Belgrado y en febrero llegaron a Buda, donde fueron recibidos como héroes. Durante 1444, los embajadores de las fuerzas cristianas fueron enviados a Adrianópolis y organizaron la firma de un tratado de paz de diez años conocido como Paz de Szeged.
Fuentes otomanas contemporáneas culpan a la rivalidad entre los comandantes Kasim y Turahan por la derrota en Kunovica, mientras que algunos afirman que el déspota serbio Đurađ Branković sobornó a Turahan para que no participara en la batalla. Turahan cayó en desgracia como resultado y fue desterrado por el sultán a una prisión en Tokat.
Esta batalla se conmemora en la canción épica serbia Respira el viento (en serbio: Подухни ветре).